# (2044) Wirt
(2044) Wirt ist ein Asteroid des Hauptgürtels, der am 8. November 1950 vom US-amerikanischen Astronomen Carl Alvar Wirtanen am Lick-Observatorium entdeckt wurde.
Der Name des Asteroiden stellt eine verkürzte Form des Nachnamens seines Entdeckers dar.
Es wird vermutet, dass der Asteroid von einem natürlichen Satelliten in rund 19 Stunden umkreist wird. Dieser Mond trägt die Bezeichnung S/2006 (2044) 1. Die Vermutung basiert auf einer periodischen Veränderung der Lichtkurve des Asteroiden.